# آرتسرونی هاروتیونیان
آرتسرونی مارتیروسی هاروتیونیان (ارمنی: Արծրունի Մարտիրոսի Հարությունյան؛  زادهٔ ۵ مهٔ ۱۹۱۰ - درگذشته ۱۸ فوریهٔ ۱۹۹۴) بازیگر تئاتر و سینما اهل ارمنستان بود.

## زندگی‌نامه
وی در ۱۸ مه [سبک قدیمی: ۵ مه] ۱۹۱۰ (طبق برخی منابع ۱۹۱۰) در وان به دنیا آمد . وی داماد ماردیروس ساریان بود. آراکسی ساریان-هاروتیونیان نیز فرزند وی بود. وی همچنین برنده جوایزی همچون هنرمند مردمی ارمنستان شوروی شد. وی در ۱۸ فوریهٔ ۱۹۹۴ در سن ۸۳ سالگی در ایروان درگذشت و در آرامستان مرکزی ایروان (توخماخ) به خاک سپرده شد.

## گزیده فیلمشناسی
از فیلم‌ها یا برنامه‌های تلویزیونی که وی در آن نقش داشته‌است می‌توان به آثار زیر اشاره کرد.
- نازار شجاع